# Drașov
Drașov – wieś w Rumunii, w okręgu Alba, w gminie Șpring. W 2011 roku liczyła 515 mieszkańców.